# Zählen
Zählen ist eine Handlung zur Ermittlung der Anzahl der Elemente einer endlichen Menge von Objekten gleicher Art. Das Zählen erfolgt in Zählschritten (oft in Einerschritten), wobei die entsprechende Zahlenfolge als Folge von Zahlwörtern, zum Beispiel „eins, zwei, drei“ oder „zwei, vier, sechs, acht“ durchlaufen wird. Die Verwendung einer aufsteigenden Folge wird als „vorwärts zählen“ bezeichnet, die einer absteigenden Folge als „rückwärts zählen“. Auch das Bestimmen der Anzahl von unterscheidbaren Objekten durch Addition, die einer aufsteigenden Zahlenfolge zugrunde liegt, wird Zählen genannt. Das zugehörige Substantiv Zählung bezeichnet den Zählvorgang oder dessen Ergebnis (z. B. eine Volkszählung). Das Abzählen der Anzahl von definierten Einheiten (Normalen), Objekten oder Ereignissen ist eine Form der Messung, die Ermittlung einer Quantität.
Durch archäologische Zeugnisse ist belegt, dass Menschen seit mindestens 50.000 Jahren über Zählverfahren verfügen. Zählen wurde bereits in alten Kulturen verwendet, um die Anzahl und Vollständigkeit von sozialen und ökonomischen Zählobjekten wie Gruppenmitgliedern, Beutetieren, Besitz oder Schulden zu erfassen. Das Zählen führte mit zur Entwicklung von Zahlennotation, Zahlensystemen und der Schrift.

## Zur Biosoziologie des Zählens

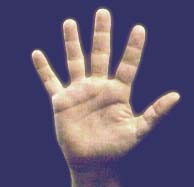
Zählen mit Fingern, hier die Zahl 5.

Zählen ist eine sprachliche Fertigkeit, die der Mensch vermutlich erst im Lauf seiner biosozialen Phylogenese (Stammesentwicklung) erworben hat. Tiere, etwa Vögel, können nach dieser Annahme wohl bemerken, dass bei kleinen Anzahlen (z. B. ihrer Eier) eins ‚fehlt‘, können diese aber nicht durchzählen. Da nach Dieter Claessens für den Menschen diesseits des Tier-Mensch-Übergangsfeldes zunächst buchstäblich „kein Ei wie das andere aussah“, gehört zum Zählen ein geschärftes Abstraktionsvermögen (siehe auch Biosoziologie).
Dass menschliche Körperteile wie Augen, Ohren und Hände paarweise auftreten, muss noch nicht notwendig dazu führen, dass Menschen das Zählen mit Hilfe von Zahlen entwickelt haben. Zunächst musste sich ihnen die Doppelung als spezieller Fall körperlich und konkret aufdrängen, ohne dass hierfür notwendigerweise ein Zahlwort für „Zwei“ notwendig war. Eine sprachliche Alternative zum Zählen sind hier der Paral oder der Dual, zwei Formen der „Zweizahl“, die neben den Singular (die „Einzahl“) treten und alle Substantiv- und Verbformen entsprechend durchziehen. Man nimmt an, dass die sprachliche Form des Parals bzw. Duals zunächst eng an den achsensymmetrischen Körper des Menschen, wie den fast aller Tiere, gebunden war. Dies und das allgemeine Auftreten des Parals bzw. Duals in allen insoweit erschlossenen indoeuropäischen Sprachen lässt darauf folgern, dass man in seiner Entstehungszeit noch nicht oder nur mühsam über die Zwei hinaus „bis Drei zählen“ konnte. Vielerlei gleichzusetzen, um es dann zu zählen, erfordert eine weitergehende Abstraktionsleistung. Man vermutet deshalb, dass der Dual historisch älter als der Plural (die „Mehrzahl“) ist.
Es liegt, auch wenn sich die „Zweizahl“ in der Überlebenspraxis als unzureichend bemerkbar macht, die alsbaldige ‚Erfindung‘ des „Plurals“ nicht zwingend nahe. In einigen Sprachen wurden als Numerus analog zum Dual erst noch die „Dreizahl“ (der Trial) und der „kleine Plural“ (der Paukal) entwickelt. Eine „Vierzahl“ (der Quadral) ist hingegen in keiner Sprache belegt.
Im Einklang mit der Fertigkeit des Zählens benötigte man sprachliche Mittel, um konkrete Zahlen zu bezeichnen. Zunächst war mutmaßlich überall der Bedarf für kleinere Zahlen vorhanden (Eins, Zwei, Drei, Vier …) und mit höherschreitendem Zivilisationsgrad auch für zunehmend höhere Zahlen. Jede Ethnie war hier vor die Herausforderung gestellt, für höhere Zahlen entweder neue Zahlwörter zu erfinden oder ein System zu entwickeln, mit dem sich höhere Zahlen auf Basis niedrigerer Zahlwörter ausdrücken lassen. Es entstanden Quinärsysteme auf der Basis 5, Dezimalsysteme auf der Basis 10 und Vigesimalsysteme auf der Basis 20. Man nimmt an, dass das Zählen mit den Fingern, mit beiden Händen, bzw. mit Fingern und Zehen, der Grund für die Basis dieser Zählsysteme ist. In anderen Kulturen kam das Zählen mit Hilfe der Fingerglieder auf, das einhändig zu Duodezimalsystemen (mit der Basis Zwölf) und zweihändig zu Zahlensystemen mit der Basis 60 führte (siehe Ein- und zweihändiges Zählen mit Fingergliedern und Fingern).

## Nähere Bestimmung
Im Allgemeinen wird durch Zählen die Anzahl einer endlichen Menge von Objekten festgestellt, indem man, angefangen mit 1, nacheinander jedem Objekt die nächstgrößere natürliche Zahl zuordnet, bis keine Objekte mehr übrig bleiben (entspricht einer Bijektion). Die zuletzt zugeordnete Zahl liefert die gesuchte Anzahl. Mitunter werden dabei die Hände zur Hilfe genommen, um keine Fehler zu machen. Als mechanische Zählhilfe kann auch ein Handzähler verwendet werden.
Die Größe einer unendlichen Menge kann nicht mehr durch Zählen festgestellt werden, als Ersatz dient das mathematische Konzept der Mächtigkeit. Mathematisch wird dieser Aspekt im Artikel Kardinalzahlen behandelt.
Der Mensch ist in der Lage, mehrere Objekte simultan zu erfassen, ohne sie abzählen zu müssen. Das kann ausgenutzt werden, um das Zählen zu beschleunigen. Hierbei werden Gruppen fester Größe (etwa Zweier- oder Fünfergruppen) gebildet und von Zahl zu Zahl wird dann nicht 1, sondern die Gruppengröße (etwa 2 oder 5) addiert: „Fünf, zehn, fünfzehn, zwanzig …“
Ist zusätzlich zu ihrer Anzahl auch die Reihenfolge oder der Rang der Objekte von Bedeutung, spricht man von Ordinalzahlen.
Beim Nummerieren (im Gegensatz zum Zählen) werden Zahlen zum Unterscheiden und nicht zum Zählen verwendet. In einigen Fällen ist es dann zweckmäßig, Zahlen auszulassen. Die Nummer des Objekts ist dann jedoch nicht mehr identisch mit seinem Rang. Beispiel: In Identifikationsnummern für Personen (Versicherungen, Personalausweise etc.) werden Geburtsdaten in die Nummer kodiert, wie etwa 10000024121928. Nummern wie 10000032121928 werden nicht vergeben. Derart vergebene Nummern bilden eine Nominalskala.

## Zählen ab Null
In manchen Situationen in der Mathematik und Informatik erweist es sich als sinnvoll, mit dem Zählen oder Nummerieren bei 0 zu beginnen, zum Beispiel bei Speicherzellen oder bei Arrays in den meisten Programmiersprachen. Dies findet etwa bei den Etagen von Gebäuden Anwendung: Das erste Geschoss steht über dem Erdgeschoss (der 0. Etage). Darunter befindet sich der Keller (−1. Etage). Raumnummern innerhalb einer Etage fangen bei 0 an (00 = Toilette). Bei 100 Räumen pro Etage werden diese jeweils mit Endziffern 0 bis 99 durchnummeriert, sodass die 100er-Stelle der Raumnummern die Etage angibt, ohne dass Nummern ausgelassen werden.

## Zählen von Distanzen
Beim Zählen von Distanzen innerhalb einer Folge von Elementen verfährt man, anders als beim Zählen der Elemente selbst, üblicherweise so, dass man beim zweiten Element mit 1 zu zählen beginnt. Auf diese Weise ergibt sich die korrekte Distanz. Beispiel:
| Element:                    | 1   | 2 | 3 | 4 | 5 | 6 | 7 | 8 | 9 | 10 |
| Distanz zum ersten Element: | (0) | 1 | 2 | 3 | 4 | 5 | 6 | 7 | 8 | 9  |

Die Distanz eines Elements zu sich selbst ist 0. Sind die Elemente fortlaufend durchnummeriert, so kann die Distanz auch berechnet werden, indem die Differenz zwischen den beiden Zahlen gebildet wird (Subtraktion). Eine mögliche Alternative dazu ist die historische Inklusivzählung (siehe unten).

## Die Inklusivzählung
Bei der von der Antike bis in nachmittelalterliche Zeit hinein angewendeten Inklusivzählung von Abständen (Distanzen) und Zeiträumen wurden sowohl das Start- als auch des Endelement der Folge mitgezählt (also eine Zählung inklusive beider Elemente). Insbesondere bei Zeiträumen verursacht diese Zählweise manchmal Verwirrung: Die alle vier Jahre stattfindenden Olympischen Spiele wurden z. B. als penteterisch (πεντητηρικός, ‚alle fünf Jahre zu feiern‘) bezeichnet, alle zwei Jahre stattfindende Wettkämpfe wurden als trieterisch (τριετηρικός, ‚alle drei Jahre zu feiern‘) bezeichnet usw. Siehe dazu auch Zaunpfahlproblem.
Diese Vorgehensweise, die beim Zählen von Dingen korrekt ist, ergibt beim Zählen von Distanzen Werte, die nach heutigem Verständnis immer um 1 zu groß sind. Man kann mit den so gezählten Distanzen arbeiten, solange man sich der Inklusivzählung bewusst bleibt und ihre besonderen Eigenschaften berücksichtigt – zum Beispiel, dass beim Addieren zweier aufeinanderfolgender Distanzen 1 abgezogen werden muss, da das Mittelelement sonst doppelt gezählt wird.
Beispiele für die historische Inklusivzählung, die noch heute unseren Sprachgebrauch bestimmen, sind:

### Zählung von Tagen
Normalerweise gilt heute für Angaben wie „in n Tagen“, dass der laufende Tag nicht mitgerechnet wird. Man sagt zum Beispiel nicht „in zwei Tagen“, wenn „morgen“ gemeint ist. Dagegen ist es im deutschen Sprachraum weit verbreitet, „in acht Tagen“ zu sagen, wenn eine Kalenderwoche gemeint ist. Eine Analogie existiert im Französischen mit dans quinze jours, „in fünfzehn Tagen“, als Bezeichnung für „in zwei Wochen“, ebenso im Griechischen (δεκαπενθήμερο) und im Spanischen (quincena) für die Zweiwochen-Periode.
Der aktuelle Wochentag wird bei der Inklusivzählung mitgezählt:
| Wochentag:                   | Montag | Dienstag | Mittwoch | Donnerstag | Freitag | Samstag | Sonntag | Montag |
| ---------------------------- | ------ | -------- | -------- | ---------- | ------- | ------- | ------- | ------ |
| „Nummer“ des Tages:          | 1.     | 2.       | 3.       | 4.         | 5.      | 6.      | 7.      | 1.     |
| Distanz:                     |        | 1 Tag    | 2 Tage   | 3 Tage     | 4 Tage  | 5 Tage  | 6 Tage  | 7 Tage |
| Distanz bei Inklusivzählung: |        | 2 Tage   | 3 Tage   | 4 Tage     | 5 Tage  | 6 Tage  | 7 Tage  | 8 Tage |

Weitere Beispiele:
- Im römischen Kalender bezeichnete der Begriff Nonen („die neunten Tage“, Nundinum) den jeweils neunten Tag vor den Iden.
- In der Liturgie bezeichnet Oktav einen Zeitraum von einer Woche inklusive des darauf folgenden achten Tages, des Oktavtages. Für die Datierung mehrerer Feste im Kirchenjahr werden Zählungen von 40 oder 50 Tagen angegeben, bei denen der Tag, auf den das Fest fällt, mitgerechnet wird, etwa Christi Himmelfahrt 40 Tage nach Ostern, Darstellung des Herrn 40 Tage nach Weihnachten. Die altgriechische Bezeichnung des Pfingstfests, pentēkostē, bedeutet „am fünfzigsten Tag“ (nach Ostern).

### Zählung von Jahren
In der Historischen Chronologie gibt es das Problem der Inklusivzählung. So können beispielsweise die überlieferten Regierungsjahre von Herrschern nicht einfach addiert werden, weil diejenigen Jahre, an denen ein Herrscherwechsel stattfand, doppelt gezählt wurden.

### Zählen von Sekunden
Um beim Zählen einen Sekundentakt einzuhalten, ist es in den Vereinigten Staaten, insbesondere bei Kindern, üblich in „Mississippi“ zu zählen um bei der Aussprache den Takt einzuhalten: Ein-Mississippi, Zwei-Mississippi, Drei-Mississippi.
Im Deutschen gibt es eine andere Methode, und zwar zählt man: Einundzwanzig, Zweiundzwanzig, ..., Neunundzwanzig, Dreißig-Dreißig, Einunddreißig... (Dies liegt daran, dass deutsche Sprecher im Schnitt 4 Silben pro Sekunde sprechen, wenn sie bewusst und deutlich reden – darum auch die Doppelung „Dreißig-Dreißig“.) Hier wird aus der inklusiv gezählten ersten Sekunde also gleich die einundzwanzigste.

### Intervalle in der Musik
Auch bei musikalischen Intervallen wird sowohl der Anfangs- als auch der Endton bei der Benennung mitgezählt. Daher hat die Prime den Abstand 0 Töne, die Sekunde den Abstand 1 Ton, die Terz den Abstand 2 Töne, die Quarte den Abstand 3 Töne, die Quinte den Abstand 4 Töne, die Sexte den Abstand 5 Töne, die Septime den Abstand 6 Töne und Oktave den Abstand von 7 Tönen.
Sprachlich möglicherweise verwirrend kommt hinzu, dass das lateinische Wort intervallum „Zwischenraum“ bedeutet, was eher eine Exklusiv- als eine Inklusivzählung suggeriert.
Beispiel der C-Dur-Tonleiter:
| Tonname:                     | C | D | E | F | G | A | H | c |
| Tonname als Zahl:            | 1 | 2 | 3 | 4 | 5 | 6 | 7 | 8 |
| Abstand zum Grundton:        | 0 | 1 | 2 | 3 | 4 | 5 | 6 | 7 |
| Abstand bei Inklusivzählung: | 1 | 2 | 3 | 4 | 5 | 6 | 7 | 8 |

Dass der in der Musik übliche Name jedes Intervalls um 1 größer ist, sieht man unter anderem bei der Addition von Intervallen. Eine Quarte und eine Quinte ergeben zusammen eine Oktave. Aber 4 + 5 ist nicht 8 – vielmehr ist 3 + 4 = 7. Dies deckt sich mit der Tatsache, dass die Oktave aus 7 (und nicht etwa 8) Stammtönen besteht.